# Aurivilliola bispinifera
Aurivilliola bispinifera is een hooiwagen uit de familie Sclerosomatidae. De wetenschappelijke naam van Aurivilliola bispinifera gaat terug op Roewer.